# نيكولا بينو
نيكولا بينو هو سياسي أمريكي، (و. 1819 – 1896 م).